# Grecia en los Juegos Olímpicos de Lake Placid 1980
Grecia estuvo representada en los Juegos Olímpicos de Lake Placid 1980 por tres deportistas masculinos que compitieron en esquí alpino.
El portador de la bandera en la ceremonia de apertura fue el esquiador alpino Lazaros Arkhontopoulos. El equipo olímpico griego no obtuvo ninguna medalla en estos Juegos.